# خليج ألاسكا

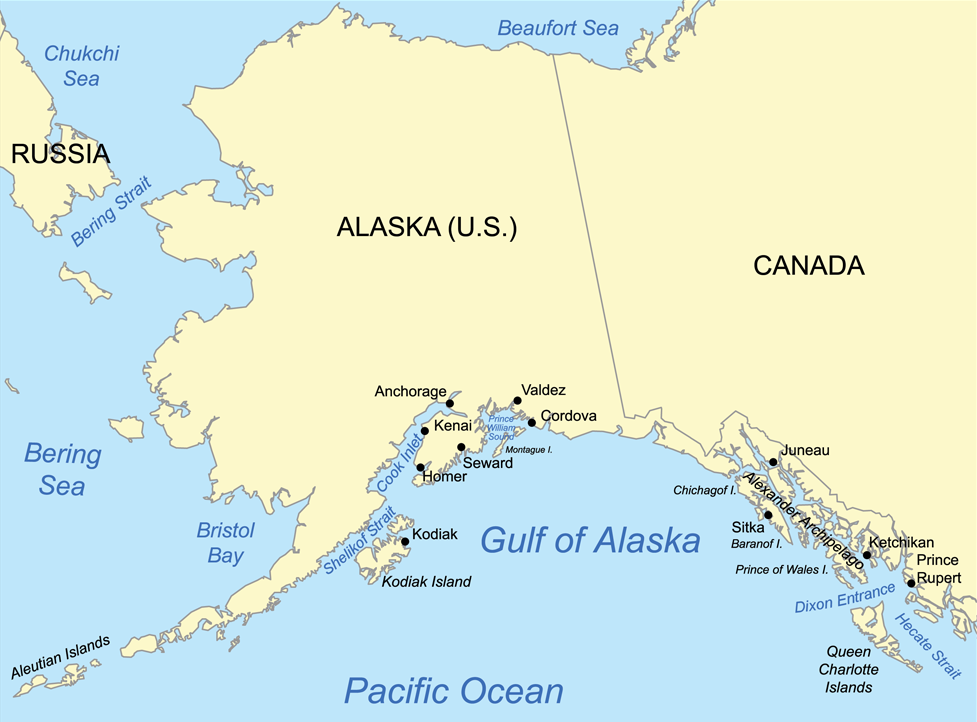
الخليج

خليج ألاسكا خليج بحري يقع بين كندا وولاية ألاسكا الأمريكية ويمتد من شبه جزيرة ألاسكا وحتى جزيرة كودياك شرق أرخبيل ألكسندر والساحل المقابل لهذا الخليج حافل بالغابات والجبال وكذلك بالأنهار الجليدية مثل نهر مالسفينا ونهر بيرنق ويجاور خليج ألاسكا عدد من الخلجان الضغيرة مثل خليج ياكوتات وخليج ليتويا وخليجي صوت الأمير وليام وكوكنلت وفي هذا الخليج وقع أضخم تسونامي تم توثيقه على الإصلاق، كذلك يعرف الخليج بإنه منطقة توليد أعاصير التي بدورها تتوجه تلقاء أراضي كولومبيا البريطانية وولاية واشنطن وولاية أوريقون.